# Catherine Poirot
Catherine Poirot   (Tours, 9 d'abril de 1963) és una nedadora francesa, ja retirada, especialista en braça, que va competir durant les dècades de 1970 i 1980. Es casà amb Henri Sérandour, president de la Federació Francesa de Natació, del Comitè Olímpic Francès i membre del Comitè Olímpic Internacional.
El 1980 va prendre part en els Jocs Olímpics d'Estiu de Moscou on fou desena en els 100 metres braça del programa de natació. Quatre anys més tard, als Jocs de Los Angeles va guanyar la medalla de bronze en la mateixa prova.
En el seu palmarès també destaquen tres medalles en els Jocs del Mediterrani, una de bronze el 1979 i dues de plata el 1983, així com nou campionats francesos, tots en braça.
Es va retirar a finals de 1984. El 1997 fou guardonada amb l'Orde Nacional del Mèrit.